# Victor Malmström
Victor Malmström (8 febbraio 1991) è un ex sciatore alpino finlandese.

## Biografia
Victor Malmström ha esordito nel Circo bianco il 16 novembre 2006 a Pyhä, giungendo 34º in uno slalom gigante valido ai fini del punteggio FIS. Nel novembre 2009 sulle nevi di casa di Levi ha debuttato sia in Coppa del Mondo sia in Coppa Europa, rispettivamente nello slalom speciale del 15 e nello slalom gigante del 25; in entrambi i casi non ha completato la prova.
Ai Mondiali di Garmisch Partenkirchen 2011, suo esordio iridato, non ha completato lo slalom speciale; il 22 novembre 2012 ha conquistato a Levi in slalom gigante la sua unica vittoria, nonché primo podio, in Coppa Europa. Nel 2013 ha partecipato ai Mondiali di Schladming, senza concludere né lo slalom gigante né lo slalom speciale, e ha conquistato gli altri suoi due podi di carriera in Coppa Europa, l'ultimo il 3 marzo a Soldeu in slalom gigante (2º).
Il 12 novembre 2017 ha preso per l'ultima volta il via in Coppa del Mondo, nello slalom speciale di Levi che non ha completato (non ha portato a termine nessuna delle 23 gare di Coppa del Mondo cui ha preso parte), e si è ritirato durante quella stessa stagione 2017-2018; la sua ultima gara in carriera è stata lo slalom gigante di Coppa Europa disputato il 15 gennaio a Kirchberg in Tirol, non completato da Malmström.

## Palmarès

### Coppa Europa
- Miglior piazzamento in classifica generale: 13º nel 2013
- 3 podi:
  - 1 vittoria
  - 2 secondi posti

#### Coppa Europa - vittorie
| Data             | Località | Paese     | Specialità |
| ---------------- | -------- | --------- | ---------- |
| 22 novembre 2012 | Levi     | Finlandia | GS         |

Legenda:

GS = slalom gigante

### Campionati finlandesi
- 3 medaglie[1]:
  - 2 ori (slalom speciale nel 2010; slalom speciale nel 2015)
  - 1 argento (slalom speciale nel 2011)